# 德米特里·谢尔盖耶维奇·库兹明
德米特里·谢尔盖耶维奇·库兹明（羅馬化：Dmitriy Sergeyevich Kuz'min；1966年5月19日—）是俄罗斯政治人物，第3任斯塔夫罗波尔市长。他也曾担任斯塔夫罗波尔边疆区杜马议员。